# Leucospis affinis
Leucospis affinis is een vliesvleugelig insect uit de familie Leucospidae. De wetenschappelijke naam is voor het eerst geldig gepubliceerd in 1824 door Say.